# Stiphodon atropurpureus
 Stiphodon atropurpureus és una espècie de peix de la família dels gòbids i de l'ordre dels perciformes.

## Morfologia
Els mascles poden assolir els 5 cm de longitud total.

## Distribució geogràfica
Es troba al Japó, Taiwan, Malàisia i les Filipines.